# 本町 (上尾市)
本町（ほんちょう）は、埼玉県上尾市の町名。現行行政地名は本町一丁目から本町六丁目。住居表示実施済み。郵便番号は362-0014。
市の統計などでは上尾地区で分類されている。

## 地理
埼玉県の中央地域（県央地域）で、上尾市中部の大宮台地上に位置する。地区の東側を二ツ宮、南側を東町、西側を仲町や宮本町や上町、北側を緑丘や錦町や上尾村と隣接する。また、南側は対角線上に愛宕が位置する。上尾駅東口から500メートルほどに位置し、国道17号沿いには市役所や警察署などの行政機関、ロードサイド店舗などが立地している。全域が市街化区域（主に第一種中高層住居専用地域や第一種住居地域、市役所通り沿いは近隣商業地域、国道沿いは準住居地域）に指定され、全体的に宅地化が進むが、生産緑地地区などの農地も多い。東部を流れる芝川付近には上尾根貝戸団地が建ち並ぶ。

### 地価
住宅地の地価は、2015年（平成27年）1月1日の公示地価によれば、本町2-12-17の地点で11万7000円/m2となっている。

## 歴史
- 1967年（昭和42年）7月1日 - 住居表示に関する法律に基づき住居表示（第三次）が実施され[10]、大字上尾宿、上尾村（五・六丁目のみ）の各一部から上尾市本町一丁目〜六丁目が成立[11][6]。
- 1970年（昭和45年）5月 - 芝川沿いの低地に根貝戸団地が落成し入居を開始する[12]。
- 1972年（昭和47年）4月 - 上尾警察署が上町一丁目（上尾市図書館の場所）より現在地に移転する[13]。
- 2000年（平成12年）5月1日 - 地内に上尾市児童館「アッピーランド」がオープンする[14]。
- 2008年（平成20年）11月5日 - 「本町の祭りばやし」が市の無形民俗文化財に指定される[15]。

## 世帯数と人口
2017年（平成29年）10月1日現在（上尾市発表）の世帯数と人口は以下の通りである。
| 丁目       | 世帯数    | 人口    |
| ---------- | --------- | ------- |
| 本町一丁目 | 333世帯   | 671人   |
| 本町二丁目 | 521世帯   | 1,100人 |
| 本町三丁目 | 450世帯   | 931人   |
| 本町四丁目 | 717世帯   | 1,533人 |
| 本町五丁目 | 592世帯   | 1,312人 |
| 本町六丁目 | 844世帯   | 2,061人 |
| 計         | 3,457世帯 | 7,608人 |

## 小・中学校の学区
市立小・中学校に通う場合、学区（校区）は以下の通りとなる。
| 丁目       | 番地                            | 小学校             | 中学校             | 備考                                                 |
| ---------- | ------------------------------- | ------------------ | ------------------ | ---------------------------------------------------- |
| 本町一丁目 | 1〜2番地 9〜10番地              | 上尾市立中央小学校 | 上尾市立上尾中学校 |                                                      |
| 本町一丁目 | その他                          | 上尾市立上尾小学校 | 上尾市立上尾中学校 |                                                      |
| 本町二丁目 | 1〜4番地 11〜12番地             | 上尾市立中央小学校 | 上尾市立上尾中学校 |                                                      |
| 本町二丁目 | 5〜10番地 15番地                | 上尾市立上尾小学校 | 上尾市立上尾中学校 |                                                      |
| 本町二丁目 | その他                          | 上尾市立東小学校   | 上尾市立東中学校   |                                                      |
| 本町三丁目 | 全域                            | 上尾市立中央小学校 | 上尾市立東中学校   |                                                      |
| 本町四丁目 | 1〜9番地                        | 上尾市立中央小学校 | 上尾市立東中学校   |                                                      |
| 本町四丁目 | その他                          | 上尾市立東小学校   | 上尾市立東中学校   |                                                      |
| 本町五丁目 | 全域                            | 上尾市立東小学校   | 上尾市立東中学校   | 1〜7番のみ 上尾市立中央小学校も可能（要 通学希望届） |
| 本町六丁目 | 6番地10〜6番地11 7番地8〜7番地9 | 上尾市立芝川小学校 | 上尾市立東中学校   |                                                      |
| 本町六丁目 | その他                          | 上尾市立東小学校   | 上尾市立東中学校   |                                                      |

## 事業所
2021年（令和3年）現在の経済センサス調査による事業所数と従業員数は以下の通りである。
| 丁目       | 事業所数  | 従業員数 |
| ---------- | --------- | -------- |
| 本町一丁目 | 38事業所  | 261人    |
| 本町二丁目 | 24事業所  | 139人    |
| 本町三丁目 | 58事業所  | 1,144人  |
| 本町四丁目 | 30事業所  | 235人    |
| 本町五丁目 | 57事業所  | 917人    |
| 本町六丁目 | 30事業所  | 170人    |
| 計         | 237事業所 | 2,866人  |

## 交通
地区内に鉄道は敷設されていない。JR東日本高崎線上尾駅が本町2丁目12-17の地点より西におよそ1.1 kmのところにある。

### 道路
- 国道17号（中山道）
- 埼玉県道150号上尾蓮田線
- 小敷谷吉田通線[18]（はなみずき通り）

### バス
上尾駅東口駅前より各方面への路線バスが多数運行されている。
朝日自動車
地区内は「浅間前」「本町」「市役所前」「上尾市文化センター前」「上尾警察前」向原入口 「アッピーランド入口」バス停留所が設置されている。
丸建自動車
地区内は「市役所前」「本町四丁目」バス停留所が設置されている。
上尾市コミュニティバス「ぐるっとくん」
- 上平菅谷北上尾線
- 原市平塚循環
- 上平箕の木循環

地区内は「本町三丁目」「上尾警察署東」「本町五丁目」「アッピーランド西」「アッピーランド」バス停留所が設置されている。

## 町内会
- 本町一・二丁目町内会[22]
- 本町三・四丁目町内会
- 本町五・六丁目町内会
- 根貝戸団地自治会
- 上尾東団地自治会
- レック上尾自治会

## 施設
地内に指定緊急避難場所は存在しない。
- 上尾市役所
- 上尾警察署
- 上尾市児童館「アッピーランド」
- 発達支援相談センター
- 根貝戸自治会館
- 本町自治会館
- 市立上尾保育所 - 1953年（昭和28年）12月15日設立[24]。上尾市内では最も歴史が古い保育所。
- 上尾根貝戸団地
- 上尾東団地
- 稲荷神社
- 大日堂
- 本町子供広場
- 東団地第一公園
- 東団地第二公園